# Urelytrum giganteum
Urelytrum giganteum är en gräsart som beskrevs av Pilg.. Urelytrum giganteum ingår i släktet Urelytrum och familjen gräs. Inga underarter finns listade i Catalogue of Life.